# 佐藤竜騎士
佐藤 竜騎士（さとう たかし、1974年3月22日 - ）は、日本のプロレスラー。本名：佐藤 孝至（読みは同じ）。経歴不明のプロレスラーであるシンジャ（2代目）の正体ともいわれている。
IWA・JAPAN所属として活躍していたが2002年にターザン後藤一派へ移籍、のちにスーパーFMWへ参戦している。
ファイナルファンタジーシリーズのファンで、リングネームや技名も同ゲームの内容に由来している。入場テーマ曲もファイナルファンタジーの曲を使用している。

## 戦歴
1995年9月13日、福井市体育館でのvs平野勝美&松田慶三戦にてデビュー（パートナーは田上泰助）。
1997年7月8日の冬木軍後楽園ホール大会において、ザ・グレート・カブキ、大黒坊弁慶とタッグを組んで、冬木弘道、邪道、外道の持つ世界ストリートファイト6人タッグ選手権に挑戦した。8月8日にはIWAジャパン後楽園ホール大会で、冬木弘道とシングルマッチで対戦した。
1999年1月17日の後楽園ホール大会では、山田圭介とタッグを組み、ミスター・ポーゴ、中牧昭二とスクランブルバンクハウス画鋲デスマッチで対戦した。
IWAジャパン在籍時には、他にもキングコング・バンディ、ブラックハーツ、折原昌夫、TAJIRIといった大物レスラーと対戦している。
2002年5月26日の鶴見青果市場大会からターザン後藤一派に参戦し、ムサシ大山と対戦した。
2006年1月8日に行われた浅草インディーズアリーナの道場開きマッチでは、メインイベントで負死鳥カラスと対戦した。
2006年6月18日の浅草大会（ホラーボクサー・ジェイソン戦）後に、しばらくリングから離れる。
その後は、スーパーFMWに参戦。
2014年10月26日、シアター1010大会で鶴巻伸洋を破り、アメリカスヘビー級王座を獲得。
2015年9月27日、アサヒ・アートスクエア大会でジョシュ・オブライエンを破り、アメリカスヘビー級王座を防衛。

## 得意技
- アルテマバスター
- オーディンスープレックス
- ナイツ オブ グランド
- ファイアーインフェルノ
- サタ・フロンティア
- ロードキラー
- アルテマパッケージ
- ドラゴンドライバー
- ファイナルドライバー
- 東京タワー・ブリッジ

これらのオリジナル技は「48の竜神技（タツジンワザ）」と呼ばれており、全部で48種類あるといわれている。

## 入場テーマ曲
- 「FINAL FANTASY I・II」

## シンジャ（2代目）
2008年4月13日の浅草大会のメインイベントにシンジャと名乗る白いマスクを被ったレスラーが登場し、松本トモノブに勝利した。シンジャは5月18日のメインイベントにも再登場し、再び松本トモノブを破った。
ザ・シンジャのコスチュームが佐藤竜騎士と同じく黒いロングタイツに竜の絵が描かれていたため、正体が佐藤竜騎士ではないかと噂された。
2009年4月26日の浅草大会において、ザ・シンジャがアメリカスヘビー級チャンピオンのムサシ大山を破り、同タイトルを獲得。これにより、世界インディーワールド無差別級と世界マーシャルアーツ無差別級と合わせ、三大タイトルのチャンピオンとなった。
なお、佐藤昭雄が、かつてザ・グレート・シンジャというペイントレスラーとして活動していため、当シンジャは2代目となる。初代と2代目の正体とされている佐藤竜騎士は同じ姓であるが、血縁関係はない。

## ゲーム開発
ゲームプランナーとしても活動を続け、以下の作品のスタッフロールに名前を刻んでいる。
- タクティクスオウガ外伝 The Knight of Lodis（2001年 任天堂）
- トマトアドベンチャー（2002年 任天堂）
- シャドウハーツII（2004年 アルゼ）
- シャドウハーツIIディレクターズカット（2005年 アルゼ）
- シャドウハーツ・フロム・ザ・ニューワールド（2005年 アルゼ）
- ポカ☆スカ ゴースト！（2007年 セガ）
- バスフィッシングWii（2007年 アーク）
- ウチ釣りッ! バスフィッシング（2008年 セガ）
- バスフィッシングWii ワールドトーナメント（2010年 アーク）
- 世界の面白パーティゲーム（2010年 シムス）
- 世界の面白パーティゲーム2（2010年 シムス）

シャドウハーツ・フロム・ザ・ニューワールドでは、週刊ファミ通のクロスレビューでプラチナ殿堂入りも経験している。2005年9月発売の週刊ゴングNo.1095に掲載された101人インタビューで、ターザン後藤一派所属のバットマンMAXが「この夏は何をしていましたか？」という質問に対し、「シャドウハーツ フロム・ザ・ニューワールドをプレイした」と答えている。